# Guillestre

Guillestre este o comună în departamentul Hautes-Alpes, Franța. În 1 ianuarie 2022 avea o populație de 2.286 de locuitori.